# Uranotaenia signata
Uranotaenia signata är en tvåvingeart som beskrevs av Cunha Ramos 1993. Uranotaenia signata ingår i släktet Uranotaenia och familjen stickmyggor.
Artens utbredningsområde är Angola. Inga underarter finns listade i Catalogue of Life.